# Horn Lake
Horn Lake és una població dels Estats Units a l'estat de Mississipi. Segons el cens del United States Census 2007 estimate tenia 24.133 habitants.

## Demografia
Segons el cens del 2000, Horn Lake tenia 14.099 habitants, 4.934 habitatges, i 3.754 famílies. La densitat de població era de 751,9 habitants per km².
Dels 4.934 habitatges en un 47,3% hi vivien nens de menys de 18 anys, en un 54,1% hi vivien parelles casades, en un 15,9% dones solteres, i en un 23,9% no eren unitats familiars. En el 18,1% dels habitatges hi vivien persones soles el 4,6% de les quals corresponia a persones de 65 anys o més que vivien soles. El nombre mitjà de persones vivint en cada habitatge era de 2,86 i el nombre mitjà de persones que vivien en cada família era de 3,22.
Per edats la població es repartia de la següent manera: un 32,6% tenia menys de 18 anys, un 10,1% entre 18 i 24, un 36,5% entre 25 i 44, un 16,1% de 45 a 60 i un 4,8% 65 anys o més.
L'edat mediana era de 29 anys. Per cada 100 dones de 18 o més anys hi havia 93,4 homes.
La renda mediana per habitatge era de 40.396$ i la renda mediana per família de 43.495$. Els homes tenien una renda mediana de 32.595$ mentre que les dones 25.045$. La renda per capita de la població era de 17.183$. Entorn del 6,1% de les famílies i el 6,7% de la població estaven per davall del llindar de pobresa.

## Poblacions més properes
El següent diagrama mostra les poblacions més properes.